# Ligia (mitología)
En la mitología griega Ligia, Ligía o Ligea (en griego antiguo: Λίγεια, Lígeia, esto es, «de claro tono») es un personaje femenino vinculado al mar. Tiene dos variantes:
Algunos dicen que Ligia era una de las Sirenas.  Fue así llamada por la dulzura de la tragedia. Dependiendo de las versiones las Sirenas se llamaban Parténope, Ligia y Leucosia;  o bien Telxiepia, Pisínoe y Ligia.  Las Sirenas vivían, según algunos, en el cabo Peloris, y según otros, en las Sirenousai, que son tres cabos de Italia. Se les llama dyptousas, esto es, «volando con alas», ya que tenían cuerpo de doncella y de ave.  Algunos dicen que Terina es la isla donde la sirena Ligia fue arrojada a tierra. Terina es una ciudad en Italia de donde procede Heráclides de Terina. Edgar Allan Poe empleó el nombre de Ligia para su cuento homónimo sobre una mujer de mortal belleza.
En otra tradición Ligia era el nombre de una de las cincuenta Nereidas. Virgilio, en cambio, nos dice que Ligia era una de las ninfas del cortejo de Cirene y la cita en su catálogo de Nereidas. Se dice que Ligea, junto con sus compañeras Drimo, Janto y Filódoce, tienen «brillantes cabelleras sobre sus cuellos resplandecientes de blancura».